# Battiato en español
Battiato en español è una raccolta di brani in lingua spagnola del cantante italiano Franco Battiato, pubblicata nel 1987. Il disco contiene tutte le tracce già presenti nei due album Ecos de Danzas Sufi e Nomadas, a eccezione di Up Patriots to Arms, El animal, La era del jabalí blanco e Despertar en primavera.

## Tracce
Testi di Franco Battiato, musiche di Franco Battiato e Giusto Pio.
1. Centro de gravedad – 3:39 (Battiato-Pio)
2. Sentimiento nuevo – 3:55 (Battiato-Pio)
3. No Time No Space – 3:21 (Battiato-Pio)
4. Los trenes de Tozeur – 3:20 (Cosentino-Battiato-Pio)
5. Chan-son egocentrique – 4:11
6. La estación de los amores – 3:47 (Battiato)
7. Cucurrucucú – 4:08 (Battiato-Pio)
8. Via Lactea – 4:46 (Battiato)
9. Bandera blanca – 4:43 (Battiato-Pio)
10. Yo quiero verte danzar – 3:36 (Battiato-Pio)
11. Perspectiva Nevski – 3:26 (Battiato-Pio)
12. Mal de Africa – 3:43 (Battiato)
13. Otra vida – 3:45 (Battiato-Pio)
14. Nómadas – 4:16 (Camisasca)

Durata totale: 54:36